# 共同加泰罗尼亚—我们能
共同加泰罗尼亚－我们能是西班牙加泰罗尼亚自治区的一个已不存在的左翼选举联盟。2017年12月13日，共同加泰罗尼亚和我们能组成“共同加泰罗尼亚－我们能”联盟，以应对2017年加泰罗尼亚议会选举。该联盟的前身是加泰罗尼亚是的我们能。2021年初，该联盟解散。该联盟的意识形态是生态社会主义、左翼民粹主义、民主社会主义、另类全球化。该联盟主张加泰罗尼亚自决。该联盟的领袖是泽维尔·多梅内克。

## 选举表现

### 加泰罗尼亚议会
| 加泰罗尼亚议会选举 |              |      |         |        |                           |
| 选举               | 票数         | %    | 议席数  | 状态   | 领袖                      |
| 2017年             | 326,360 (#5) | 7.46 | 8 / 135 | 反对党 | Xavier Domènech i Sampere |